# Geranomyia nigronitida
Geranomyia nigronitida är en tvåvingeart som beskrevs av Alexander 1921. Geranomyia nigronitida ingår i släktet Geranomyia och familjen småharkrankar. Inga underarter finns listade i Catalogue of Life.